# جيمي ديفيس (مغني)
جيمي ديفيس (بالإنجليزية: Jamie Davis)‏ هو مغني وكاتب أغاني أمريكي، ولد في 3 سبتمبر 1983 في توبيلو في الولايات المتحدة.